# Liste der Biografien/Fret
Liste der Biografien |
Portal Biografien |
Personensuche
# |
A |
B |
C |
D |
E |
F |
G |
H |
I |
J |
K |
L |
M |
N |
O |
P |
Q |
R |
S |
T |
U |
V |
W |
X |
Y |
Z |
?
 
Fa |
Fe |
Ff |
Fh |
Fi |
Fj |
Fk |
Fl |
Fm |
Fn |
Fo |
Fr |
Ft |
Fu |
Fy
 
Fra |
Frc |
Fre |
Frg |
Fri |
Frk |
Frl |
Fro |
Fru |
Fry
 
Frea |
Freb |
Frec |
Fred |
Free |
Freg |
Freh |
Frei |
Frej |
Frek |
Frel |
Frem |
Fren |
Freo |
Frep |
Freq |
Frer |
Fres |
Fret |
Freu |
Frev |
Frew |
Frey |
Frez
Die Liste der Biografien führt alle Personen auf, die in der deutschsprachigen Wikipedia einen Artikel haben. Dieses ist eine Teilliste mit 30 Einträgen von Personen, deren Namen mit den Buchstaben „Fret“ beginnt.

## Fret
- Fret, Rosemarie (* 1935), deutsche Schriftstellerin und Fotografin

### Frete
- Frétellière, François (1925–1997), französischer Bischof
- Freter, Alske (* 1991), deutsche Politikerin (Bündnis 90/Die Grünen), Mitglied der Hamburgischen Bürgerschaft
- Freter, Carl (* 1878), deutscher Politiker (SPD), MdL
- Fréteur, Émile (1879–1953), französischer Turner
- Fréteur, Henri (* 1877), französischer Turner

### Freth
- Fretheim, Tor (1946–2018), norwegischer Schriftsteller

### Freti
- Frétigné, David (* 1970), französischer Endurorennfahrer
- Frétin, Benôit (* 1968), französischer Unternehmer und Autorennfahrer
- Frétin, Bruno (* 1971), französischer Unternehmer und Autorennfahrer
- Fretin, Milan (* 2001), belgischer Radrennfahrer

### Frett
- Frette, Angel, argentinischer Perkussionist
- Fretter, Colton (* 1982), kanadischer Eishockeyspieler
- Fretter, Petra (* 1959), deutsche Politikerin (CDU), MdL
- Fretter, Vera (1905–1992), britische Zoologin
- Fretter-Pico, Maximilian (1892–1984), deutscher General der Artillerie im Zweiten Weltkrieg
- Fretter-Pico, Otto (1893–1966), deutscher Generalleutnant im Zweiten WeltkriegOtto Fretter-Pico (1893–1966)

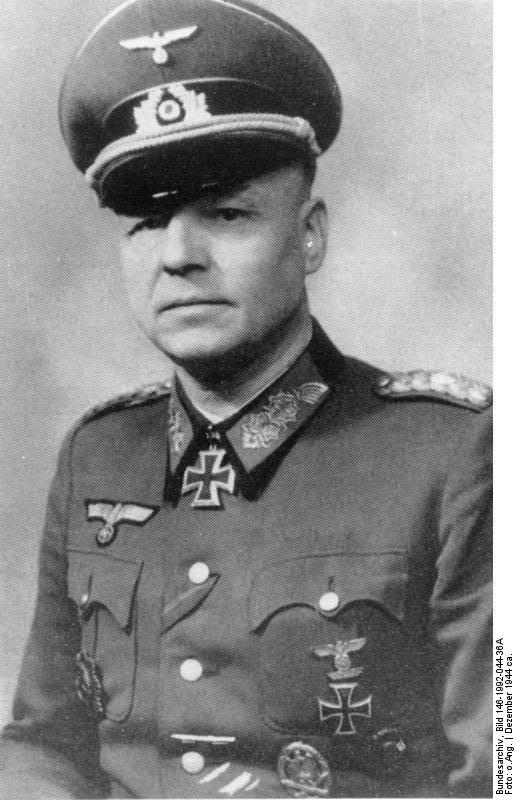
Otto Fretter-Pico (1893–1966)

- Frettlöh, Dieter (1924–2004), deutscher Pfarrer und Autor
- Frettlöh, Magdalene L. (* 1959), deutsche evangelische Theologin
- Frettlöh, Manuela (* 1976), deutsche Fußballspielerin

### Fretw
- Fretwell, Des (* 1955), britischer Radrennfahrer
- Fretwell, John (1930–2017), britischer Diplomat
- Fretwurst, Friedrich-Wilhelm (* 1936), deutscher Maler und Grafiker
- Fretwurst, Heinrich (1937–2020), deutscher Sportschütze
- Fretwurst-Colberg, Antje (* 1940), deutsche Malerin und Grafikerin

### Fretz
- Fretz, Diederich Thomas (1743–1815), Kaufmann der Niederländischen Ostindien-Kompanie (VOC) und Kommandant der Festung Galle
- Fretz, Joseph Winfield (1910–2005), US-amerikanischer Soziologe
- Fretz, Tory Ann (* 1942), US-amerikanische Tennisspielerin
- Fretz, Werner (* 1952), Schweizer Radrennfahrer
- Fretzdorff, Otto (1881–1950), Konsistorialpräsident der Kirchenprovinz Sachsen in Magdeburg